# بازتولیدپذیری

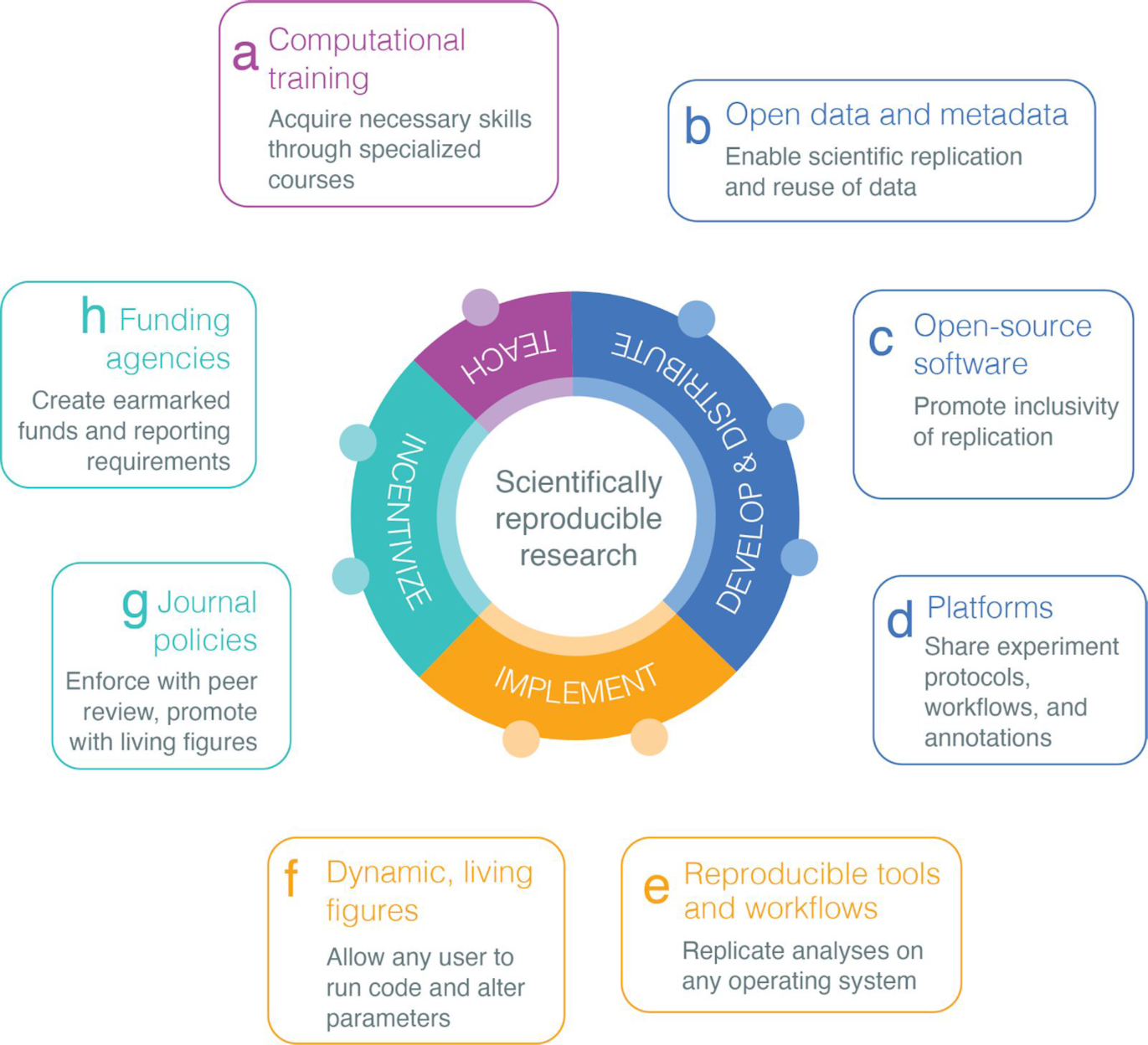
Reproducibility

بازتولیدپذیری (به انگلیسی: Reproducibility) توانمندی بازتولید و اجرای مجدد یک مطالعه یا یک تجربه توسط محقق یا فرد دیگری به صورت مجزاست و عنوان یکی از اصول رو‌ش‌های علمی محسوب می‌گردد.